# Anouk Grinberg
Anouk Grinberg (Uccle, 20 de março de 1963) é uma atriz francesa. Em 1996, ela ganhou o Urso de Prata de melhor atriz por seu papel no filme Meu Homem de Bertrand Blier.

## Biografia
Grinberg é filha de Michel Vinaver , famoso escritor e dramaturgo francês, e bisneta do político russo Maxim Vinaver. Sua sobrinha, Louise Grinberg , também é atriz.